# 白斑
白斑（はくはん）とは、太陽光球面に見られる白い模様。
太陽の縁に近い部分に、もやもやとした白い（明るい）模様として観測される。
黒点に対して白斑と呼ばれるが、黒点ほどはっきりとした構造ではない。
周期性も黒点ほど明瞭ではなく、太陽活動周期を通じて常在する。
黒点数が増加する太陽活動周期のピークには白斑もまた増加する傾向にある。
白斑の増加による太陽光度の増加は黒点の増加による光度の減少を打ち消して余りあるものであり、このことは、黒点数のピークと同じころ太陽定数の長期変動成分がピークを迎えるという一見すると矛盾した状況をもたらす原因となっている。
明るく見えるのは、周囲よりも温度が高いためであり、太陽に磁場が存在することの証拠の一つとされている。